# Варнак Охрім
Охрі́м Варна́к (справжнє прізвище Онопрій Омелянович Василенко . Інші псевдоніми: О В., Онисько Васюта, Степовий Вітер тощо; 15 червня 1861 — 20 грудня 1921) — український письменник, публіцист.

## З життєпису
Написав вірші «Вечір в пам'ять Т. Г. Шевченка» (1890), «На той світ. На вічну пам'ять Т. Шевченкові» (1891), «Таємний співець. Посвята Шевченковій пам'яті» (1897).
Шевченкові присвятив також значну частину свого публіцистичного доробку — статті «Догляд Шевченкової могили» (1892), «Причинок до Шевченкового побуту в Орській кріпості» (1894), «Шевченкові роковини в Сімферополі» (1899).
У 1905—1907 роках створив у Бересті хор і трупу, яка ставила Шевченкового «Назара Стодолю» й «Невольника» Марка Кропивницького (за Шевченком). Організував шевченківські вечори, читав зі сцени вірші поета. Заходами Варенцова 1914 року у Бресті нелегально відзначено 100-річчя з дня народження Тараса Шевченка.